# The Trashmen
The Trashmen var ett amerikansk surf- och garagerockgrupp bildad 1962 i Minneapolis, Minnesota. Gruppen bestod av Steve Wahrer (sång och trummor), Dal Winslow (sång), Tony Andreason (gitarr) samt Bob Reed (basgitarr).
Gruppens största hit blev "Surfin' Bird" som 1964 nådde #4 på billboardlistan, #1 på Tio i topp och #2 på Kvällstoppen. Låten var ett hopkok på två äldre R&B-låtar "Bird is the Word" och "Pa Pa Ooh Mow Mow" som när de kom i gruppens händer mixades ihop till en låt. "Surfin' Bird" är i stort sett det enda gruppen är känd för, trots att de gjorde en hel del annat material också. Men de hade faktiskt en hit till samma år som gick i samma stil, "Bird Dance Beat". The Trashmen spelade ofta instrumentala surflåtar men i många låtar som "King of the Surf" och "My Woodie" sjöngs det. Att trummisen är en av sångarna kan sägas var lite originellt. De flesta av The Trashmens låtar hade i grunden samma uppbyggnad med tre grundackord.
The Trashmen upplöstes 1967 då surfstilen hade försvunnit från marknaden. Gruppen återförenades under 1980-talet och spelade ihop fram till 1989 då Wahrer avled.
Gruppen återskapades 2009 med en ny trummis, efter att tv-serien Family Guy plötsligt hade gjort låten "Surfin' Bird" populär igen. Låten blev så pass populär att den slutade på tredje plats på UK Singels Chart 2010.

## Diskografi (urval)
Album
The Trashmen släppte ett album under sin aktiva tid:
- Surfin' Bird (1964)
- The Great Lost Trashmen Album! (1990) (inspelad 1964 och 1966)
- Live Bird '65-'67 (1990) (livealbum)
- Comic Book Collector (1994) (inspelad 1989)

Singlar/EP
- "Surfin' Bird" / "King of Surf" (1963)
- "Bird Dance Beat" / "A-Bone" (1964)
- "Bad News" / "On The Move" (1964)
- "Peppermint Man" / "New Generation" (1964)
- "Whoa Dad" / "Walking My Baby" (1964)
- "Dancing With Santa" / "Real Live Doll" (1964)
- "Hanging On Me" / "Same Lines" (1965)
- "Bird '65" / "Ubangi Stomp" (1965)
- "Keep Your Hands Off My Baby" / "Lost Angel" (1965)
- "Green, Green Backs Back Home" / "Address Enclosed" (1967)
- I'm A Trashman EP (2013)